# Pacto de amor (telenovela)
Pacto de amor fue una telenovela mexicana producida por Ernesto Alonso en el año de 1977 para Televisa. Protagonizada por Jorge Rivero, Claudia Islas, Héctor Bonilla, Frank Moro y Sergio Jiménez, además de la actuación antagónica de María Teresa Rivas.

## Resumen
Un sacerdote alberga a cinco niños de la calle: el pequeño Juan, el delicado Federico, el violento Alonso y los adolescentes: Damián y Guillermo. Damián es hijo de un viudo que llegó a Acapulco para hacer una fortuna, pero fue arrestado por error. El padre de Guillermo es un millonario alcohólico, pero su segunda esposa tomó su dinero y lo echó de la casa. Cuando el padre de Damián sale de la cárcel, intenta ayudar al padre de Guillermo, pero lo roban y lo matan, y el padre de Guillermo abandona la ciudad con Guillermo. Antes de irse, todos los niños hacen un "pacto de amor", jurando encontrarse nuevamente después de 15 años. Pero el tiempo los ha cambiado mucho. Damián fue a la jungla donde encontró trabajo y prometida, Federico se convirtió en un gran ladrón.

## Elenco
- Jorge Rivero ... Damián
- Frank Moro ... Federico
- Sergio Jiménez ... Alonso
- Héctor Bonilla ... Guillermo
- María Teresa Rivas ... Ruth
- Manolo García ... Miguel
- Susana Cabrera ... Leonidas
- Claudia Islas ... Delia
- Lupita D'Alessio ... Julia
- Miguel Maciá ... Rodolfo
- Ada Carrasco .... Ernestina
- Jaime González ... Javier
- Pilar Pellicer ... Blanca
- Arturo Benavides ... Sergio
- Rocío Brambila ... Mireya
- Héctor Sáez ... Padre Juan
- Ana Bertha Lepe ... Margot
- Igancio Rubiell ... Ricardo
- Carlos Amador Jr. ... Margarito
- Amalia Llergo ... Alicia
- Carlos Argüelles ... Federico de niño
- Ernesto Marín
- Simón Guevara ... Alonso
- Alejandro Ángeles ... Damián
- Patricia Tanus ... Blanca
- María Carmen Martínez ... Julia
- Odiseo Bichir ... Guillermo
- Aarón Hernán
- Jaime Garza
- Óscar Morelli

## Producción
- Producción General: Televisa
- Productor general: Ernesto Alonso
- Dirección de escena: Alfredo Saldaña
- Historia original: Fernanda Villeli y Marissa Garrido
- Canción: Pacto de amor por Lupita D'Alessio